# Francesco Lo Cascio
Francesco Lo Cascio (Roma, 25 luglio 1961) è un vibrafonista jazz italiano.

## Biografia
Dopo i primi studi da autodidatta, tra il 1984 e il 1985 frequenta il Berklee College of Music di Boston, Massachusetts, approfondendo la tecnica del vibrafono con Ed Saindon.
Dal 1986, tornato in Italia, si stabilisce a Roma e intraprende stabilmente la carriera di performer, sia in qualità di freelance sia come leader o co-leader di vari gruppi. Tra le prime collaborazioni, dal vivo e su disco, si segnalano quelle con i sassofonisti George Garzone (Ipotetico, Beefless e ACT II) e Gary Bartz (Stairway to Heaven). Nel 1994 si esibisce come solista sotto la direzione di Gunther Schuller alla prima italiana della Third Stream, presso il Teatro Michetti di Pescara.
A metà degli anni novanta Francesco Lo Cascio matura il progetto del Vibes Trio con l'intento di esplorare una delle formazioni più agili e al tempo stesso più classiche della storia del jazz, dando respiro alle molteplici possibilità armoniche e melodiche del vibrafono. L'omonimo disco, del 1997, vede Giovanni Tommaso al contrabbasso e Roberto Gatto alla batteria, oltre a Stefano Di Battista come special guest al sassofono. L'ensemble, in attività con la stessa composizione strumentale, ha visto negli anni la partecipazione di diversi musicisti.
Dal 1998 – anno in cui Francesco Lo Cascio viene indicato dai critici fra i “migliori nuovi talenti del jazz italiano” nel referendum annuale indetto dalla rivista Musica Jazz - nascono o si consolidano altre collaborazioni con artisti quali il compositore e contrabbassista Bruno Tommaso (Vento del Nord, Vento del Sud) e il chitarrista Irio De Paula (Lembrando Wes Montgomery). Nel 2003 Lo Cascio appare come solista nell'opera Epitaph di Charles Mingus sotto la direzione del musicologo Andrew Homzy al festival Metastasio Jazz, presso il Teatro Metastasio di Prato. Del 2009 la partecipazione a un progetto del collettivo di improvvisazione Franco Ferguson, sotto la direzione del sassofonista e compositore John Tchicai, che nel 2011 sfocia nella pubblicazione del disco Live at Moro Jazz Festival. Nel febbraio 2013, durante una tournée in Gran Bretagna con il quartetto Heimweh, Francesco Lo Cascio si esibisce a Londra con la London Improvisers Orchestra in un memorial dedicato al musicista e direttore d'orchestra Butch Morris.
Il temperamento eclettico di Francesco Lo Cascio, fondamento della sua personalità artistica, lo ha portato a sperimentare nel corso del tempo gli stili più diversi, partendo dal jazz di matrice europea e dall'hard bop per passare al “jazz etnico” e allo swing, sino ad arrivare al free jazz. Dai primi anni 2000, pur senza abbandonare la consueta versatilità, si dedica in particolare alla musica improvvisata. La sua attività, che annovera centinaia di concerti in Italia, Francia, Svizzera, Austria, Gran Bretagna, Ungheria e Grecia, ha ottenuto nel 2012 il riconoscimento del pubblico con il secondo posto tra i vibrafonisti italiani nel Jazz Award indetto dalla rivista Jazzit.

## Gruppi principali
Leader o co-leader 
Silent Circus (dal 1986 al 1995), Vibes Trio (dal 1994, New Trio dal 2003), Lo Cascio-Fedeli Duo (dal 1995), AIR (dal 2009), Heimweh (dal 2009), Domino Trio (dal 2010), Old Passion Duo (dal 2010), Sineddoche (dal 2011)
Bands 
B.S.A.A. (dal 1993 al 1999), Giovanni Palombo Acoustic Trio (dal 2001 al 2007), Bruno Tommaso J.W. (dal 2002 al 2005), Pasquale Innarella Quartet (dal 2003), Franco Ferguson (dal 2008)

## Collaborazioni principali
Artisti, band e gruppi internazionali
Gary Bartz, Róbert Benkö, Stanton Davis, Hamid Drake, Irio De Paula, Sonny Fortune, George Garzone, Bruce Gertz, István Grencsó, Bob Gullotti, Dick Halligan, Billy Hart, Eddie Henderson, Horacio “El Negro” Hernandez, Andrew Homzy, Zsolt Sárvári Kovács, London Improvisers Orchestra, Idris Muhammad, Alípio Carvalho Neto, William Parker, Hannibal Marvin Peterson, John Ramsy, Manu Roche, Lalo Schifrin, Gunter Schuller, Paul Skrepek, Harvie Swartz, John Tchicai, Frank Tiberi, Miroslav Vitous, Eri Yamamoto
Artisti, band e gruppi italiani
Daniel Bacalov, Orchestra del Barga Jazz Festival, Paolo Birro, Salvatore Bonafede, City Brass Orchestra, Armando Corsi, Stefano Di Battista, Francesco Di Giacomo, Massimo Fedeli, Ettore Fioravanti, Paolo Fresu, Roberto Gatto, Gianni Gebbia, Maurizio Giammarco, Javier Girotto, Pasquale Innarella, Giovanni Lo Cascio, Giovanni Maier, Massimo Manzi, Marco Micheli, Angelo Olivieri, PMJO Orchestra, Lillo Quaratino, Enrico Rava, Reinhardt Jazz Orchestra, Antonello Salis, Tankio Band, Ares Tavolazzi, Gianfranco Tedeschi, Bruno Tommaso, Giovanni Tommaso, Tino Tracanna, Federico Ughi, Massimo Urbani, U.T. Gandhi, Attilio Zanchi

## Discografia
Leader o co-leader
1988 Silent Circus Silent Circus (Splasc(h) Records)
1994 Ipotetico Silent Circus (Map Records)
1997 Francesco Lo Cascio Vibes Trio (Via Veneto Jazz)
2010 AIR (Terre Sommerse - Jèi)
2010 Heimweh (Improvvisatore Involontario)
2011 Domino's Tales Domino Trio (Slam)
Bands
1994 Beefless B.S.A.A. (Via Veneto Jazz)
1994 Tankio Band plays Frank Zappa Riccardo Fassi (Splasc(h) Records)
1995 Stairway to Heaven RTZ (MM Records)
1998 Então está Pietro Vitale (Musical Team)
1999 ACT II B.S.A.A. (Via Veneto Jazz)
2000 Boom Boom Language Giovanni Lo Cascio (CNI)
2002 Rosa dei venti Giovanni Palombo (CMV)
2003 Duos & Trios Giovanni Palombo (Acoustic Music Records)
2004 Vento del Nord, vento del Sud Bruno Tommaso J.W. (Splasc(h) Records)
2006 Folk Frontiera Giovanni Palombo (Wonderland / Acoustic Music Records)
2006 L'uomo del 300 Gilera Pasquale Innarella Quartet (Terre Sommerse - Jèi)
2011 Live at Moro Jazz Festival Franco Ferguson Orchestra & John Tchicai (FF)
2012 Uomini di terra Pasquale Innarella Quartet (Terre Sommerse - Jèi)
Guest
2000 Così è se… Galliano Prosperi (Panastudio)
2003 Passi felpati Piero Cozzi (ArteSuono)
2004 Lembrando Wes Montgomery Irio De Paula (Philology)
2006 N.A.A.  Nuova Agricola Associazione (Radici Musicali)
2006 Stefano Frollano (SF)
2006 Swinging the blues Minnie Minoprio (C.E.M.)
2007 Swingology Emanuele Urso (Golden Lion)
2010 Nibiru Anagramma (Terre Sommerse - Jazzando)
2011 Degli insetti/Entomofonie immaginali Marco Ariano (N.E.D.)
2012 Daily visions Roberto Fega (Creative Sources Recordings)
Altri
2005 Fandango Jazz Festival Anthology 2005 Giovanni Palombo (Fandango)
2011 Amazing Recordings Franco Ferguson Collective (FF)